# Гора Урана
Гора Урана (лат. Uranius Mons) — згаслий вулкан на планеті Марс, розташований у вулканічній провінції Тарсис. Центр вулкана розташований за координатами 26°54′ пн. ш. 267°51′ сх. д. / 26.90° пн. ш. 267.85° сх. д.. Максимальна ширина основи — 275 км, а висота — близько 6,5 км (якщо ж брати висоту відносно навколишніх рівнин — то 2 км). Гора Урана є частиною групи вулканів Урана, і розташована на схід від двох менших вулканів з цієї ж групи — купола Урана та Керавнійського купола.
Схили Uranius Mons утворені із застиглих радіальних потоків лави. Нахил цих схилів сягає 7°. Більша кальдера (90×65 км) простягається із північного сходу на південний захід. Її краї вивищуються над дном на 0,5—2 км.
На схилах та в кальдері Uranius Mons видно чимало невеликих ударних кратерів. За їх розмірами та концентрації вчені визначили, що ця гора, так само як і інші вулкани з групи Урана, походить з пізнього гесперійського періоду.

## Назва
Кальдера гори Урана — патера Урана (лат. Uranius Patera) — отримала цю назву раніше від самої гори: вона була затверджена Міжнародним астрономічним союзом у 1973 році. Сама гора отримала назву Uranius Mons лише 2007 року. Ці деталі рельєфу успадкували таку назву від деталі альбедо Uranius, відкритої під час наземних спостережень ще XIX століття.

## Галерея
| |
| Купол Урана (вгорі) та Керавнійський купол (внизу), знімок виконано космічним апаратом Mars Global Surveyor в березні 2002 року. |

|                       |
| Група вулканів Урана. |